# Dronfield
Dronfield este un oraș în comitatul Derbyshire, regiunea East Midlands, Anglia. Orașul se află în districtul North East Derbyshire.